# التهاب الدماغ الشامل المصلب تحت الحاد
الْتِهابُ الدِّماغِ الشَّامِلُ المُصَلِّبُ تحت الحادّ (بالإنجليزية: Subacute sclerosing panencephalitis)‏ هو نوع نادر ومُزمن من التهاب الدماغ التَقَدُمي، يُسببه عدوى مُسْتَديمة بفيروس الحصبة (والذي من المُمكن أن يَكون بسبب طَفْرَة الفَيروس نَفسه). يُصيب في المَقام الأول الأطفال والبالغين الصغار، وتُشير الدراسات إلى أن واحد من كُل 10000 شخص مُصاب بفيروس الحَصَبَة سوف يُصاب بالتهاب الدماغ الشامل المصلب تحت الحاد.
يحدث المرض نتيجة الإصابة بالفيروس البري ولا علاقة له بالسلالات المستخدمة في اللقاحات.

## العلامات والأعراض
يمتاز التهاب الدماغ الشامل المصلب تحت الحاد بقصة عدوى حصبة بدئية تتبعها فترة لا عرضية تستمر 7 سنوات وسطيًا لكنها قد تتراوح بين شهر و 27 عامًا. بعد مرور هذه الفترة، يحدث تدهور عصبي مترق يتصف بتغيرات سلوكية واضطرابات عقلية ونوب رمعية عضلية مع عمًى ورنح، وتصل في النهاية إلى الوفاة.

### ترقي المرض
تتطور الأعراض عبر المراحل الأربع التالية:
- المرحلة الأولى: قد تكون هناك تبدلات شخصية أو تقلبات مزاجية أو اكتئاب، وقد يشكو المريض أيضًا من الحمى والصداع وفقدان الذاكرة، وربما تستمر هذه المرحلة إلى 6 أشهر.
- المرحلة 2: قد تشمل هذه المرحلة الرجفانات والتشنجات العضلية والنوب العصبية وفقدان الرؤية والخرف.
- المرحلة 3: تتحول الحركات الرجفانية إلى حركات التوائية مع صلابة عضلية، وقد تؤدي الاختلاطات في هذه المرحلة إلى العمى أو الوفاة.
- المرحلة 4: خسارة مترقية في الوعي والدخول في حالة إنباتية مستديمة قد يسبقها شلل عضلي أو يتزامن معها، وهو يحدث في المرحلة النهائية ويتأثر بذلك كل من التنفس ومعدل نبض القلب وضغط الدم. تحدث الوفاة عادةً نتيجة الحمى أو القصور القلبي أو عجز الدماغ عن ضبط الجهاز العصبي الذاتي.

## الإمراض
تنتج أعداد كبير من القفيصات الفيروسية ضمن الخلايا العصبية والدبقية، وتكون الجينات الفيروسية المشفرة للبرويتنات المغلفة ضمن هذه الخلايا مقيدة التعبير، ونتيجة ذلك لا تنتج الجسيمات المعدية مثل البرويتن إم، ويستمر وجود الفيروس دون تحريض استجابة مناعية. يقود هذا المرض نهايةً إلى التهاب الدماغ الشامل المصلب تحت الحاد.

## التشخيص
وفقًا لميرك مانوال: «يُشتبه بحدوث التهاب الدماغ الشامل المصلب تحت الحاد عند الشباب المصابين بالخرف والتهيجية العضلية. يجب إجراء تخطيط كهربائية الدماغ والتصوير بالأشعة المقطعية أو المرنان المغناطيسي وفحص السائل الدماغي الشوكي وإجراء الاختبارات المصلية للحصبة. يُظهر تخطيط كهربائية الدماغ معقدات دوريةً من الموجات ثنائية الطور عالية الجهد تحدث بالتزامن على امتداد التخطيط المسجل. يبدي التصوير المقطعي المحوسب أو المرنان المغناطيسي ضمورًا قشريًا أو آفات ضمن المادة البيضاء. يكشف فحص السائل الدماغي الشوكي عادةً عن قيم طبيعية للضغط والتعداد خلوي وكمية البروتين، لكن دائمًا ما يرتفع غلوبيولين السائل مشكلًا 20 إلى 60% من بروتيناته. يرتفع مستوى أضداد الحصبة في السائل الدماغي الشوكي ومصل الدم، ويبدو أن الغلوبيولينات المناعية «جي» المضادة للحصبة تزداد مع تقدم المرض. قد يلجأ الطبيب إلى خزعة الدماغ إذا لم تمنحه الاختبارات نتيجةً حاسمةً.

## العلاج
إذا أمكن تشخيص المرض خلال المرحلة الأولى، من المحتمل أن يُعالج بالإيزوبرينوزين الفموي (إينوزيبلكس) وإنترفيرون ألفا داخل البطينات، لكن الاستجابة تختلف بين المرضى، وتبقى الإجراءت الداعمة مثل مضادات الاختلاج العلاج الوحيد المقبول. يُعد الموت محتومًا بعد بدء المرحلة الثانية.

## الإنذار
تحدث الوفاة خلال سنة إلى 3 سنوات في الشكل النموذجي للمرض، لكنه قد يتفاقم وفق معدلات مختلفة. يؤدي التدهور السريع في حالة التهاب الدماغ الشامل المصلب تحت الحاد الصاعق إلى الوفاة خلال 3 أشهر من التشخيص. يسوء الإنذار مع تجاوز المرحلة الأولى من المرض، ويبلغ معدل الهجوع العفوي 5%، وقد يكون كاملًا يستمر عدة سنوات أو مجرد تحسن في الحالة يطيل فترة تطور المرض أو على الأقل يطيل مرحلة الأعراض غير الشديدة.

## الوبائيات
يُعد التهاب الدماغ الشامل المصلب تحت الحاد حالةً نادرةً رغم ارتفاع معدل وقوعها نسبيًا في آسيا والشرق الأوسط. انخفض عدد المصابين منذ البدء بإعطاء لقاح الحصبة. يقي القضاء على فيروس الحصبة من تطفر الفيروس وبالتالي يخفف تطور المرض وقد يعالج الداء البدئي أيضًا.